# اتفاقية الأمم المتحدة لمكافحة التصحر
اتفاقية الأمم المتحدة لمكافحة التصحر في البلدان التي تعاني من الجفاف الشديد و/ أو من التصحر، وبخاصة في أفريقيا، اتفاقية لمكافحة التصحر وتخفيف آثار الجفاف من خلال برامج العمل الوطنية التي تتضمن استراتيجيات طويلة الأجل بدعم من التعاون الدولي وترتيبات الشراكة.هذه الاتفاقية، هي الاتفاقية الوحيدة التي تم استخلاصها من توصية مباشرة لمؤتمر جدول الأعمال ال21، والتي اعتمدت في باريس يوم 17 يونيو 1994 ودخلت حيز التنفيذ في ديسمبر 1996.
وتعد هذه الاتفاقية الأولى والوحيدة التي تحمل طابعا دوليا، وملزما قانونا لوضع لمعالجة مشكلة التصحر. وتقوم الاتفاقية على مبادئ الشراكة والمشاركة واللامركزية—العمود الفقري لإدارة الحكم الرشيد والتنمية المستدامة ولدى الاتفاقية الآن 194 بلدا عضوا مما يجعلها تحمل صفة العالمية
للمساعدة في الترويج للاتفاقية أعلن في عام 2006 عن "السنة الدولية للصحارى والتصحر"، ولكن المناقشات نشبت بشأن مدى فعالية السنة الدولية على المستوى العملي.
• فتح باب التوقيع عليها—24 أكتوبر 1994
• دخلت حيز التنفيذ -- 26 ديسمبر

## البلدان الأطراف
اتفاقية مكافحة التصحر والبلدان الأطراف 194:أفغانستان، ألبانيا، الجزائر، أندورا أنغولا، أنتيغوا وبربودا، الأرجنتين، أرمينيا، أستراليا، النمسا، أذربيجان، جزر البهاما، البحرين، بنغلاديش، باربادوس، بيلاروس، بلجيكا، بليز، بنن، بوتان، بوليفيا، البوسنة والهرسك، بوتسوانا، البرازيل، بروناي دار السلام، بلغاريا، بوركينا فاسو، بورما، بوروندي، كمبوديا، الكاميرون، الرأس الأخضر، جمهورية أفريقيا الوسطى وتشاد وشيلي والشعبية جمهورية الصين، كولومبيا، جزر القمر، والديمقراطية جمهورية الكونغو، جمهورية الكونغو، وجزر كوك وكوستاريكا وكوت ديفوار، وكرواتيا، كوبا، قبرص، الجمهورية التشيكية، جمهورية كوريا الشعبية الديمقراطية وجمهورية كوريا، والدنمارك، جيبوتي، دومينيكا، الجمهورية الدومينيكية، ومصر، السلفادور، غينيا الاستوائية، إريتريا، استونيا، إثيوبيا، الاتحاد الأوروبي، فيجي، فنلندا، فرنسا، الغابون، غامبيا، جورجيا، ألمانيا، غانا، اليونان، غرينادا، غواتيمالا، غينيا، غينيا بيساو، وغيانا، وهايتي وهندوراس والمجر وآيسلندا والهند واندونيسيا وإيران وجمهورية أيرلندا، إسرائيل، إيطاليا، جامايكا، اليابان، الأردن، كازاخستان، كينيا، كيريباتي، كوريا الجنوبية، الكويت، قيرغيزستان، لاوس، لاتفيا، لبنان، ليسوتو، ليبيريا، ليبيا، ليختنشتاين، ليتوانيا، لوكسمبورغ، مقدونيا، [2] مدغشقر، مالاوي، ماليزيا، المالديف، مالي، مالطا، جزر مارشال، موريتانيا، موريشيوس، المكسيك، ولايات ميكرونيزيا الموحدة، ومولدوفا، موناكو، منغوليا، المغرب، موزامبيق، ناميبيا، ناورو، نيبال، هولندا، نيوزيلندا، نيكاراغوا، النيجر، نيجيريا، نيوي، النرويج، عمان، باكستان، بالاو، بنما، بابوا غينيا الجديدة، باراغواي، بيرو، الفلبين، بولندا، البرتغال، قطر، رومانيا، الاتحاد الروسي، رواندا، سانت كيتس ونيفيس، سانت لوسيا، سانت فنسنت وغرينادين، ساموا، سان مارينو، ساو تومي وبرينسيبي، المملكة العربية السعودية، السنغال جنوب السنغال ، صربيا، سيشيل، سيراليون، سنغافورة، سلوفاكيا، سلوفينيا، جزر سليمان، الصومال، جنوب أفريقيا، إسبانيا، سريلانكا، السودان، سورينام، سوازيلاند، السويد، سويسرا، سوريا، تايلاند وطاجيكستان وتنزانيا وتيمور الشرقية، توغو، تونغا، ترينيداد وتوباغو، تونس، تركيا، تركمانستان، توفالو، أوغندا، أوكرانيا، الإمارات العربية المتحدة، الولايات المتحدة المملكة والولايات المتحدة وأوروغواي، أوزبكستان، فانواتو، فنزويلا، فيتنام، اليمن، زامبيا، زيمبابوي.
للبلدان غير الأعضاء، العراق والجبل الأسود ومدينة الفاتيكان والدول ذات الاعتراف المحدود، إضافة إلى كندا التي سحبت عضويتها من الاتفاقية في مارس  2013.

## أمانة اتفاقية مكافحة التصحر
أنشئت الأمانة الدائمة لاتفاقية مكافحة التصحر خلال المؤتمر الأول للأطراف (كوب 1) الذي عقد في روما في عام 1997 وكانت مدينة بون الألمانية مقرا للأمانة منذ يناير 1999، ثم نقل المقر من عنوانه الأول في هاوس كارستانين إلى الحرم الجامعي الجديد للأمم المتحدة في يوليو 2006.
ومن مهام الأمانة العامة، اتخاذ الترتيبات اللازمة لعقد دورات مؤتمر الأطراف، وهيئاته الفرعية المنشأة بموجب الاتفاقية، وتوفر لهم الخدمات اللازمة، وتعتبر المهام الرئيسية للأمانة العامة تجميع وإرسال التقارير المقدمة إليها.
وتقدم الأمانة أيضا المساعدة إلى البلدان النامية الأطراف في الاتفاقية والمتأثرة بالتصحر، ولاسيما في أفريقيا، وهذا أمر مهم عند تجميع المعلومات والتقارير المطلوبة بموجب الاتفاقية.
ويجري تنسيق أنشطة اتفاقية مكافحة التصحر مع أمانات الهيئات الدولية الأخرى ذات الصلة، مثل تلك الواردة في اتفاقية الأمم المتحدة الإطارية بشأن تغير المناخ واتفاقية التنوع البيولوجي.

## مؤتمر الأطراف
مؤتمر الأطراف، يشرف على تنفيذ الاتفاقية، ومن المعترف به بموجب الاتفاقية بوصفها الهيئة العليا لصنع القرار، أنها تشتمل على جميع الحكومات التي صادقت عليها، وقد عقدت خمس جلسات الأولى لمؤتمر الأطراف سنويا 1997 حتى 2001.
وتعقد الجلسات ابتداء من 2001 على أساس كل سنتين تتبادل مع دورات لجنة استعراض تنفيذ الاتفاقية (اللجنة)، التي عقدت أول دورة في عام 2002.
- مؤتمر الأطراف 1: روما (إيطاليا)، 29 سبتمبر—10 أكتوبر، 1997.
- مؤتمر الأطراف 2: داكار (السنغال)، 30 نوفمبر—11 ديسمبر، 1998.
- مؤتمر الأطراف 3: ريسيفي (البرازيل)، نوفمبر 15-26، 1999.
- مؤتمر الأطراف 4: بون ( ألمانيا)، 11-22 ديسمبر، 2000.
- مؤتمر الأطراف 5: جنيف (سويسرا)، 01-12 أكتوبر، 2001.
- مؤتمر الأطراف 6: هافانا (كوبا)، 25 أغسطس—5 سبتمبر 2003.
- مؤتمر الأطراف 7: نيروبي (كينيا)، 17-28 أكتوبر، 2005.
- مؤتمر الأطراف 8: مدريد (إسبانيا)، 03-14 سبتمبر 2007.
- مؤتمر الأطراف 9: بوينس آيرس (الأرجنتين)، 21 سبتمبر—2 أكتوبر 2009.
- مؤتمر الأطراف 10: شانغوان (كوريا الجنوبية)، 10 أكتوبر —21 أكتوبر 2011.
- مؤتمر الأطراف 11: ويندووك (ناميبيا)، 16 سبتمبر —27 سبتمبر 2013.
- مؤتمر الأطراف 12:
- مؤتمر الأطراف 13:أوردوس، الصين،6-16 أيلول/سبتمرب 2017.[4]
- مؤتمر الأطراف15:أبيدجان، ساحل العاج، 9-20 أيار/مايو2022.[5]

## لجنة العلم والتكنولوجيا
أنشأت اتفاقية الأمم المتحدة لمكافحة التصحر لجنة العلم والتكنولوجيا، وتأسست اللجنة بموجب المادة 24 من الاتفاقية بوصفها هيئة فرعية تابعة لمؤتمر الأطراف، وحددت ولايتها واختصاصاتها، واعتمدت خلال الدورة الأولى لمؤتمر الأطراف في عام 1997. وتتألف اللجنة من ممثلين حكوميين مختصين في ميادين الخبرة ذات الصلة بمكافحة التصحر وتخفيف آثار الجفاف، وحددت اللجنة أولويات للبحث، وتوصي بسبل تعزيز التعاون بين الباحثين، ومن متعدد التخصصات وتكون مفتوحة لمشاركة جميع الأطراف.
تقوم لجنة العلم والتكنولوجيا بجمع وتحليل ومراجعة البيانات ذات الصلة، كما تعزز التعاون في مجال مكافحة التصحر وتخفيف آثار الجفاف من خلال مؤسسات مناسبة على المستوى الإقليمي والوطني، وخاصة عن طريق أنشطتها في مجال البحوث والتنمية، والتي تسهم في زيادة المعرفة من العمليات التي تؤدي إلى التصحر والجفاف فضلا عن تأثيرها.
ويتكون مكتب اللجنة من الرئيس وأربعة نواب للرئيس، وينتخب الرئيس من جانب مؤتمر الأطراف في كل دورة من دوراتها مع المراعاة الواجبة لضمان التوزيع الجغرافي والتمثيل الكافي للبلدان الأطراف المتأثرة، ولاسيما في أفريقيا، الذين لا يعملون لأكثر من ولايتين متتاليتين. مكتب لجنة العلم والتكنولوجيا هو المسئول عن متابعة عمل اللجنة بين دورات مؤتمر الأطراف، ويمكن أن تستفيد من مساعدة الفرق المتخصصة التي أنشأها مؤتمر الأطراف.
لجنة العلم والتكنولوجيا تساهم أيضا في التمييز بين العوامل المسببة، الطبيعية والبشرية على حد سواء، بغية مكافحة التصحر وتحقيق تحسين الإنتاجية فضلا عن الاستخدام المستدام وإدارة الموارد.
تحت سلطة لجنة العلم والتكنولوجيا، أنشئ فريق من الخبراء من قبل مؤتمر الأطراف مع برنامج عمل محدد، للمساعدة في تحسين كفاءة وفعالية لجنة العلم والتكنولوجيا، هذا الفريق من الخبراء الذي يعمل تحت سلطة لجنة العلم والتكنولوجيا، ويقدم المشورة بشأن مناطق الجفاف والتصحر.

## فريق الخبراء
فريق الخبراء يلعب دورا هاما، وتوفير جنة العلم والتكنولوجيا مع معلومات عن المعارف الحالية، ومدى التأثير، والسيناريوهات المحتملة والآثار المترتبة على السياسات على مختلف المواضيع المعينة في برنامج عملها. معترف بها على نطاق واسع نتائج العمل الذي قام به فريق الخبراء، وتشمل نشر نتائجه على الأنشطة الجارية (المعايير والمؤشرات، والمعارف التقليدية ونظم الإنذار المبكر).
فريق الخبراء يتطور ويجعل المعلومات متاحة لجميع المهتمين بشأن الآليات المناسبة للتعاون العلمي والتكنولوجي وتحدد المشاريع البحثية، التي تعزز الوعي حول التصحر والجفاف بين البلدان وأصحاب المصلحة على الصعيد الدولي والإقليمي والوطني.
فريق الخبراء يسعى لبناء واستخدام الأدلة الموجودة، والعمل على إنتاج توليفة ذات صلة، والنتائج من أجل إدماج الأطراف في الاتفاقية، ولنشرها على نطاق أوسع للمجتمع العلمي.

### برامج العمل الوطنية
(برنامج العمل الوطني) هو واحد من الأدوات الرئيسية في تنفيذ الاتفاقية، وعززت من قبل برامج العمل شبه الإقليمية حول (برنامج العمل دون الإقليمي، والإقليمي (ر) المستوى، ويتم تطوير برامج العمل الوطنية في إطار المقاربة التشاركية التي تشمل المجتمعات المحلية، والتي تحدد الخطوات العملية والتدابير الواجب اتخاذها لمكافحة التصحر في نظم إيكولوجية محددة.

## الاستراتيجية العشرية 2008-2018
تم تطوير طريقة جديدة لإعداد التقارير الوطنية لاتفاقية الأمم المتحدة لمكافحة التصحر في عام 2008، من خلال إطلاق الاستراتيجية العشرية التي تحدد خطة عمل لمدة عشر سنوات من 2008 إلى 2018. وتقدم هذه الاستراتيجية نماذج مختلفة لجمع البيانات المطلوبة من الدول الأعضاء، وتغطي كافة الجوانب المتعلقة بمشاريع مكافحة التصحر والتوعية المختلفة التي تقوم بها الحكومات والمؤسسات الخاصة والمتطوعة.
تهدف هذه الاستراتيجية إلى تحقيق هدف موحد لجميع الدول الأعضاء في الاتفاقية، وهو الحد من تدهور الأراضي واستصلاحها. وتتم إعداد التقارير الوطنية بانتظام كل سنتين، وذلك لتحسين نتائج جهود مكافحة التصحر في جميع أنحاء العالم.
ومن أجل تسهيل عملية إعداد التقارير الوطنية، تم تضمين برنامج خاص لرفع التقارير على موقع الاتفاقية على الإنترنت، والذي يوفر مساعدة للدول الأعضاء في جمع البيانات وتحليلها وإعداد التقارير بشكل فعال.